# 블라디미르 골로바노프
블라디미르 세묘노비치 골로바노프(러시아어: Владимир Семёнович Голованов, 1938년 11월 29일 ~ 2003년 8월 2일)는 소련의 역도 선수로 1964년 하계 올림픽에서 미들헤비급 부문의 금메달을 획득하였다.
1963년과 1968년 사이에 그는 모든 용상에서 5개의 공식 세계 기록을 세웠다.
골로바노프는 러시아 극동 지역의 소련 군대에서 복무하고 있는 동안 1957년에 역도를 시작했다. 그는 1964년과 1965년 사이에 올림픽과 세계 선수권 대회에서 2개의 메달을 획득하고, 3개의 세계 기록을 세울 때 최고의 업적을 이루었다.
1965년 부상을 당한 그는 1968년 만에 회복되어 국내 헤비급 타이틀을 우승하고, 자신의 마지막 세계 기록을 세웠다.
골로바노프는 국내 선수권 대회에서 3위를 한후, 1972년에 은퇴하였다. 그는 후에 하바로프스크에서 역도 코치로 일하였다.
1985년에 러시아 극동 역도 연맹의 회장이 되었고, 1998년부터 사망할 때까지 하바로프스크에서 스포츠 학교의 우두머리를 맡았다.

## 참조
1. ↑  블라디미르 골로바노프 보관됨 2011-01-26 - 웨이백 머신. sports-reference.com
2. ↑  블라디미르 골로바노프. chidlovski.net